# 二氧化铈
二氧化鈰（化學式：CeO2 ），是稀土元素鈰最穩定的氧化物。它在常温下为淡黄色固体，加热时黄色加深。

## 化学性质
二氧化铈中铈是+4价，具有强氧化性，可以被过氧化氢(H2O2)还原。CeO2不溶于一般的酸和碱，其水合物溶度积很小(Ksp=4×10-51)，能够完全沉淀时的pH在0.7~1.0之间，然而，其他三价镧系元素的离子要在pH为6~8时才会沉淀出。有很大的倾向生成配位化合物。
二氧化鈰與硫酸反應，生成硫酸高铈：
{\displaystyle \ CeO_{2}+2H_{2}SO_{4}\to Ce(SO_{4})_{2}+2H_{2}O}
二氧化鈰在高温會和一氧化碳發生氧化還原反應，生成三氧化二鈰：
{\displaystyle \ 4CeO_{2}+2CO\to 2Ce_{2}O_{3}+2CO_{2}\uparrow }
二氧化铈可以氧化盐酸，生成氯气：
{\displaystyle \ 2CeO_{2}+8HCl\to 2CeCl_{3}+Cl_{2}\uparrow +4H_{2}O}
二氧化铈也可以和碘化钾与盐酸反应，其产物为三氯化铈、碘单质、氯化钾和水。

## 製備
二氧化鈰可由三氧化二鈰氧化而製得：
{\displaystyle \ 2Ce_{2}O_{3}+O_{2}\to 4CeO_{2}}

## 应用
二氧化铈是很好的催化剂，它可以除去汽车尾气中的氮氧化物和一氧化碳。
{\displaystyle \ 4CeO_{2}+2CO\to 2Ce_{2}O_{3}+2CO_{2}}
{\displaystyle \ 2Ce_{2}O_{3}+2O_{2}\to 4CeO_{2}}
二氧化铈也可用作有机化学中的强氧化剂、成环剂、成芳香化合物。

该反应产生的四氢咔唑经二氧化铈氧化过程可得到咔唑：
C₁₂H₁₃N + 4CeO₂ + 12HCl ══ C₁₂H₉N + 4CeCl₃ + 8H₂O
除此之外，二氧化铈也可用于环保型玻璃澄清剂，避免了毒元素砷的使用；二氧化铈也可以用作优质玻璃抛光粉。